# خدمات مالی تویوتا

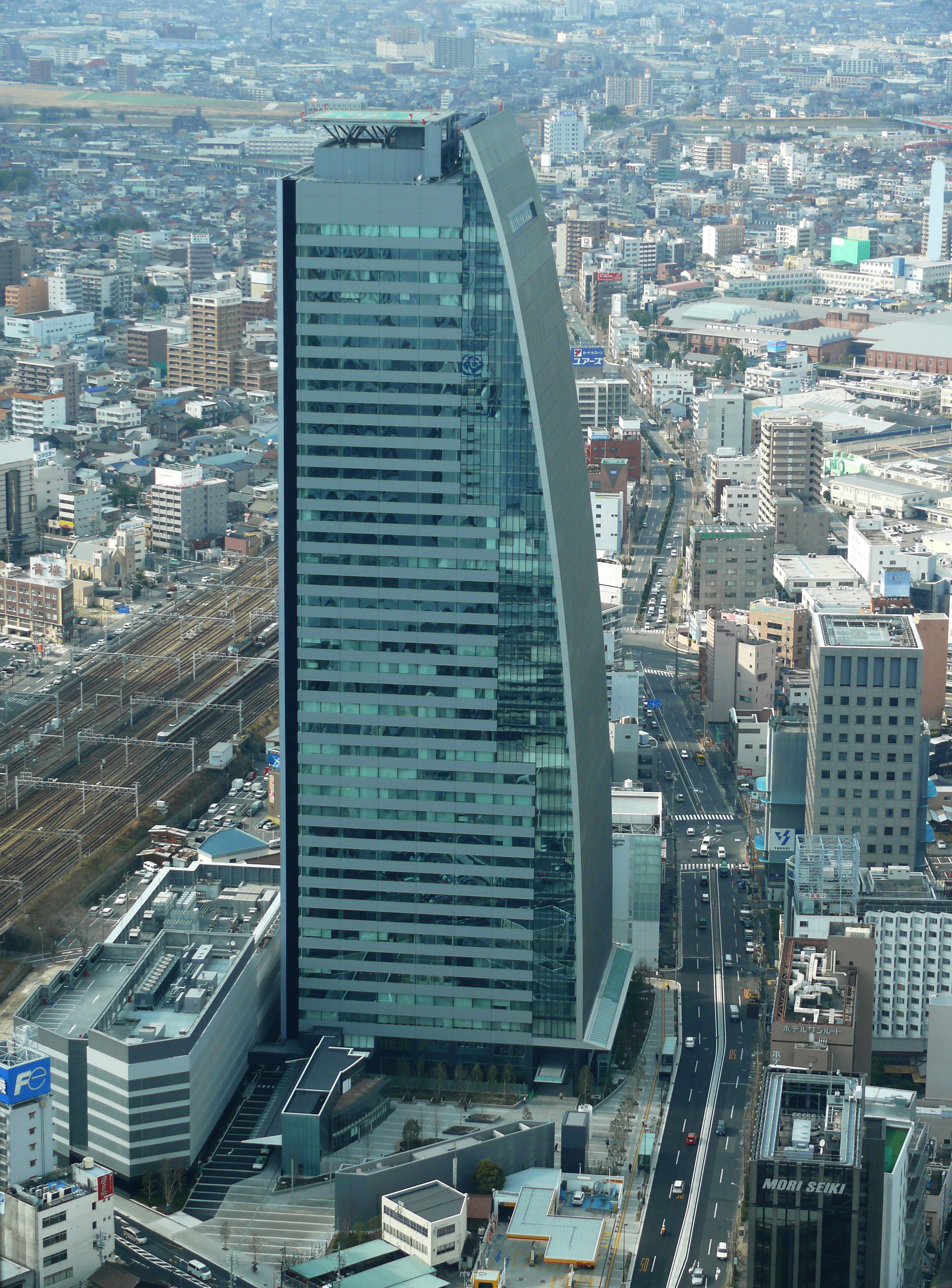
ساختمان مرکزی شرکت خدمات مالی تویوتا، در ناگویا، آیچی

خدمات مالی تویوتا (به ژاپنی: トヨタファイナンシャルサービス株式会社) شرکت خدمات مالی ژاپنی است، که در زمینه ارائه خدمات بیمه اتومبیل، بیمه‌های عمومی، لیزینگ و وام خودرو فعالیت می‌نماید.
شرکت خدمات مالی تویوتا در سال ۲۰۰۰ به‌عنوان شرکت تابعه‌ای از تویوتا راه‌اندازی شد و در حال حاضر بازوی ارائه خدمات مالی شرکت خودروسازی تویوتا، در ۳۳ کشور جهان می‌باشد. دفتر مرکزی این شرکت در شهر ناگویا، آیچی، ژاپن قرار دارد.